# House of Lords Act 1999
L'House of Lords Act 1999 (c. 34) fu un atto del Parlamento del Regno Unito che ottenne l'assenso reale l'11 novembre 1999. L'atto riformò la Camera dei lord, una delle due camere che compongono il parlamento. Per secoli, la Camera dei lord aveva incluso diverse centinaia di membri che ereditavano e trasmettevano automaticamente il loro seggio; l'atto rimosse tale diritto. Ad ogni modo, come parte del compromesso, l'atto permise a 92 pari ereditari di rimanere nella Camera ad interim. Altri 10 vennero creati pari a vita ottenendo così il permesso di sedere nella Camera.
L'atto fece scendere i membri della Camera dai 1330 dell'ottobre del 1999 a 699 nel marzo del 2000. Un altro risultato dell'atto fu che la maggioranza dei lord sono oggi pari a vita, il cui numero è andato gradualmente crescendo dal Life Peerages Act 1958. All'agosto del 2012, i pari ammessi alla Camera dei Lord erano 825, di cui 26 erano vescovi della Chiesa d'Inghilterra, ammessi sulla base del Bishopric of Manchester Act 1847.

## Sfondo storico
Prima del XVI secolo, i Lords erano la parte più potente ed influente del Parlamento inglese. Un processo di graduale evoluzione che combinò i momenti di crisi della guerra civile inglese trasferì il controllo politico dell'Inghilterra dapprima dalla Corona alla camera dei Lords e poi a quella dei Comuni. L'ascesa dei Comuni ad ogni modo portò a due guerre civili, alla detronizzazione di due sovrani e tutto ciò gradualmente ridusse il potere dei Lords. Prima dell'House of Lords Act 1999 il potere dei Lord era già stato diminuito tramite i Parliament Acts del 1911 e del 1949 che avevano privato i Lords della loro possibilità di bloccare (veto) l'adozione della maggior parte delle leggi, permettendo loro di posticipare una legge al massimo di un anno.

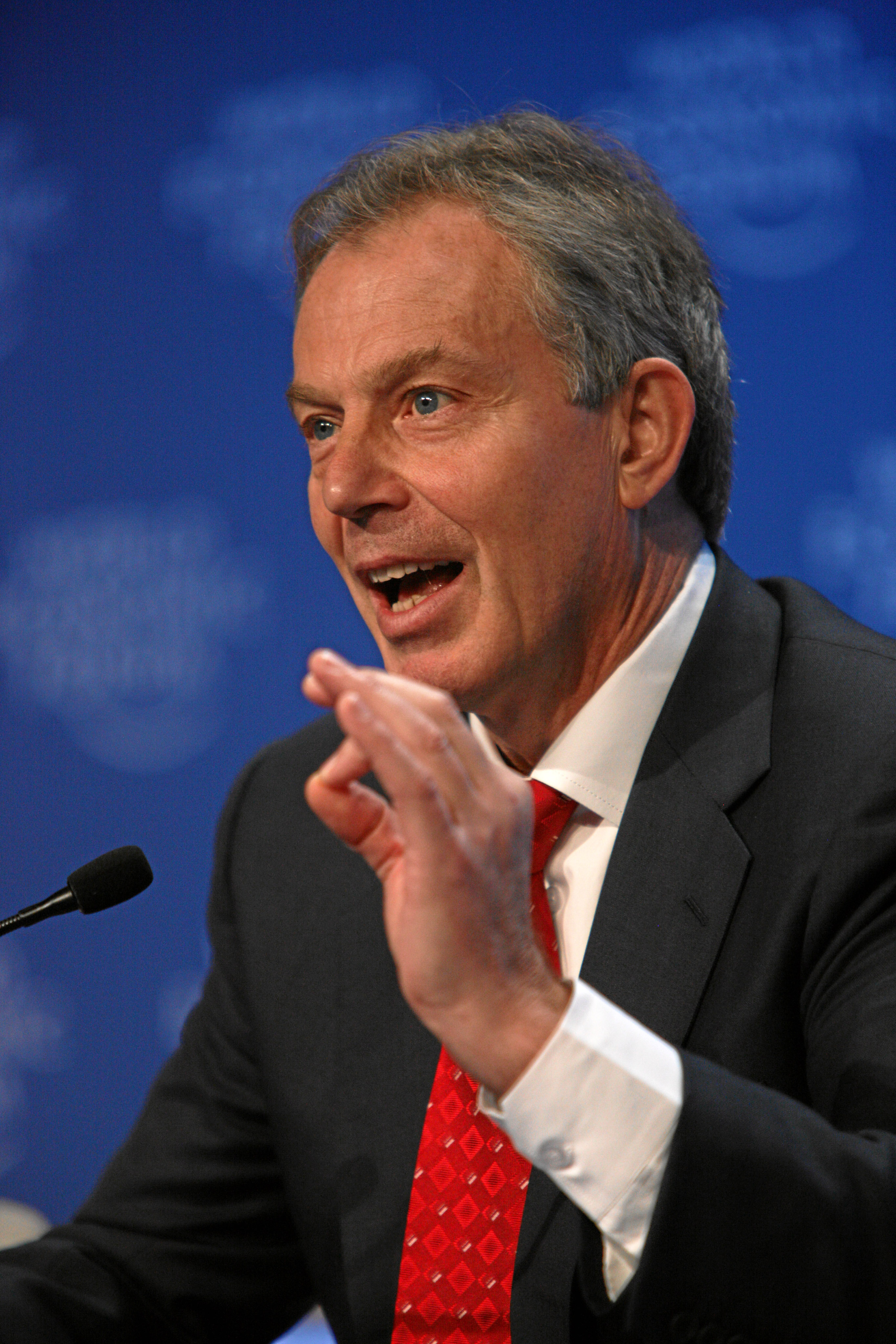
Tony Blair, Primo Ministro del Regno Unito (1997–2007)

Dopo diciotto anni di governo dei Conservatori, il Partito Laburista guidato da Tony Blair vinse le elezioni generali del 1997, infliggendo ai Conservatori la più grande sconfitta dal 1832. Il Partito Laburista in dieci anni portò avanti la problematica del fatto che la Camera dei Lords non era composta da eletti, e già dal 1992 aveva tentato di riformare la Camera.
Durante il XX secolo diversi governi Liberali e Laburisti proposero diverse leggi che vennero sistematicamente rigettate dalla Camera dei Lords, dominata dai Conservatori dalla fine dell'Ottocento, portando quindi il problema a protrarsi nel tempo sino alle elezioni del 1997 quando il problema venne posto nell'agenda del governo. Nei primi anni del governo Blair, i Lords rifiutarono delle proposte di legge in tal senso per ben 38 volte. Il rigetto considerato il più conteso fu l'European Elections Bill, contro la quale i Lords si espressero 5 volte. Blair dichiarò che i Conservatori stavano usando i pari ereditari per "frustrare" e "sperare di rovesciare la volontà della Camera dei Comuni, democraticamente eletta". Dunque trovò l'occasione di attuare una delle promesse elettorali del partito laburista: riformare la camera alta.
Il 24 novembre 1998, durante l'apertura della seconda sessione del Parlamento, la regina tenne il suo annuale discorso, scritto come da tradizione per lei dal partito vincitore delle elezioni, illustrante l'agenda legislativa dell'anno venturo. Quando la regina giunse al punto relativo alla riforma della Camera dei Lords questo venne seguito da urla di parlamentari che gridavano "Udite! Udite!" dai Laburisti, seguiti a loro volta da urla con "Vergogna! Vergogna!" dai conservatori.

## L'House of Lords Bill
L'House of Lords Bill era ritenuto da tutti come una dura battaglia da combattere nella Camera dei Lords. Molti lords avevano già tentato di interrompere l'azione del governo per tentare di abolire il diritto per i lords di sedere nella Camera dei Lords. Il conte di Onslow, ad esempio, disse "Sono lieto di forzare ogni voto e ogni clausola con una discussione come per lo Scotland Bill. Ogni intervento mi dà diritto a 20 minuti di discorso e vi sono più di 270 clausole."
Lord Randall propose idee ancora differenti, non escludendo i pari membri bensì i loro eredi di modo che l'ereditarietà non fosse comunque garantita.
La Baronessa Jay ricordò alla Camera come sulla base della Salisbury Convention i lords non fossero in grado comunque di bloccare il decreto legge.

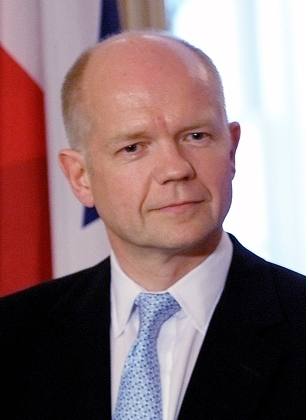
William Hague, leader dell'opposizione (1997-2001)

Intenzionato a convincere alcuni pari a votare per la riforma, Tony Blair annunciò che vi sarebbe stato un compromesso che avrebbe permesso ad un certo numero di pari ereditari di rimanere nella Camera dei Lords ad interim. Il 2 dicembre 1998, il leader dell'opposizione conservatrice, William Hague, si presentò alla Camera dei Comuni per attaccare i piani di Blair. Egli disse che i cambiamenti di Blair andavano contro ogni principio e che questo avrebbe portato la trasformazione della Camera dei Lords in una "House of Cronies". Hague inoltre disse che il Partito Conservatore non avrebbe mai votato favorevolmente su una riforma costituzionale "basata su principi o piani incomprensibili." La proposta di Hague venne compromessa quando Blair rivelò che i conservatori alla Camera dei Lords, alla fine, avrebbero finito per supportarla e che lui stesso aveva concluso un accordo col capo dei conservatori alla Camera dei Lords, il Visconte Cranborne. Hague immediatamente rimosse Cranborne dal suo incarico, ma, per protesta, molti lords conservatori si dimisero dalle loro posizioni.

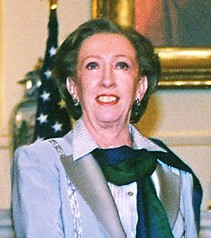
Margaret Beckett, leader della Camera dei Comuni (1998-2001)

Il 19 gennaio 1999, il leader della Camera dei Comuni, Margaret Beckett, introdusse l'House of Lords Bill alla Camera dei Comuni. La Camera dei Comuni votò la legge, che passò con 340 voti a favore e 132 contro il 16 marzo. Il giorno successivo la proposta di legge venne presentata alla Camera dei Lords, dove il dibattito fu però più lungo e acceso. Uno degli emendamenti più significativi al progetto di legge fu il cosiddetto Weatherill Amendment, dal nome del presentatario Lord Weatherill, ex Speaker della Camera dei comuni. Il Weatherill Amendment sostanzialmente concordava col primo ministro ed il Visconte Cranborne e permise a 92 pari ereditari di rimanere nella Camera dei Lords.
Nella Camera dei Lords emersero inoltre diverse controversie e tecnicismi sulla proposta di legge. Una delle problematiche di maggior peso riguardava le clausole n.1 e n.7, descritte da Lord Mayhew di Twysden come "incerte nei loro effetti e che lascerà molte problematiche insolute ai pari ereditari qualora la proposta dovesse passare." Una seconda obiezione venne sollevata relativamente agli Acts of Union 1707 che unirono a suo tempo Scozia e Inghilterra nel Regno di Gran Bretagna. Dopo lunghi dibattiti, entrambe le materie vennero rimandate alla House of Lords Committee on Privileges.
Sulla base degli Acts of Union 1707, i pari scozzesi avevano infatti il privilegio di eleggere 16 membri rappresentanti nella Camera dei Lord inglese. Nel 1973, col passaggio del Peerage Act, tutti i pari scozzesi avevano ottenuto il privilegio di sedere della Camera e non solo 16 di loro. La nuova proposta di legge venne dunque sentita come una lesione dei diritti dei pari di Scozia. Il governo, ad ogni modo, rispose che l'unico cambio proposto dalla nuova legge sarebbe stata l'elezione dei pari rappresentanti e che questo non avrebbe variato le posizioni di nessuno, mettendo tutti in gioco in maniera egualitaria. Venne detto inoltre che alcune parti degli Acts erano irremovibili, mentre altre non lo erano. Ad esempio, il fatto che Scozia e Inghilterra fossero unite "in eterno", venne riformata dalla Court of Session di Scozia tramutando la frase in "rimanga sempre assieme alla Scozia come ora è costituita," e che la fondazione della Chiesa di Scozia fosse "effettivamente ed inalterabilmente assicurata." Ad ogni modo il governo riconobbe che con la propria piena sovranità, il parlamento, avrebbe comunque potuto cambiare a proprio piacimento gli articoli degli Acts of Union. Ad esempio, l'Atto di Unione che nel 1800 aveva unito Gran Bretagna e Irlanda "in eterno" venne meno nel 1922 quando, proprio con un atto del parlamento, gran parte dell'Irlanda venne dichiarata indipendente come Stato Libero d'Irlanda. Pertanto anche le clausole ritenute irremovibili, potevano essere emendate per autorità del parlamento. La Commissione concordò col governo su questi punti e fece rapporto alla Camera dei Lord il 20 ottobre 1999.
Dopo che furono considerati i due rapporti della Commissione, i Lord passarono la legge per 221 favorevoli e 81 contrari il 26 ottobre 1999. Durante la sessione, Charles Beauclerk, figlio di un pari ereditario, lanciò una violenta protesta alle implicazioni costituzionali della legge e venne espulso dalla camera per la seduta. La legge ricevette l'assenso reale l'11 novembre 1999. La legge ebbe validità immediata.

## I membri della Camera dei Lord
L'House of Lords Act 1999 stabilì che "Nessuno divenisse membro della Camera dei Lord in virtù di una paria ereditaria" (trattando i titoli come principe di Galles o conte di Chester come parie ereditarie anche se tali titoli di norma non sono mai ereditati). L'atto stabilì quindi che 92 pari, tra cui il Conte Maresciallo, il Lord Gran Ciambellano e 90 altri pari fossero eletti in accordo con le regole della Camera dalla successiva sessione del parlamento. La legge stabilì inoltre che un pari ereditario potesse essere titolato a votare e sedere nella Camera dei Comuni pur essendo membro della Camera dei Lords. Precedentemente, infatti, per i pari ereditari veniva escluso completamente che essi potessero divenire membri della Camera dei Comuni. Il primo pari ereditario ad ottenere il permesso di sedere nella camera die Comuni sulla base di questa legge fu John Thurso.

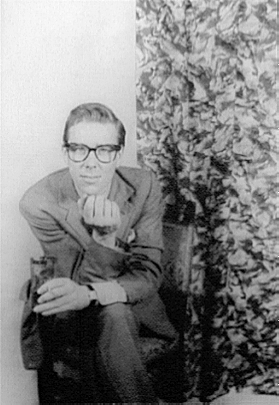
Antony Armstrong-Jones, I conte di Snowdon, venne creato pari a vita nel 1999

La legge impediva anche ai pari ereditari che fossero i primi a detenere il loro titolo a sedere automaticamente nella Camera dei Lords. Il governo, ad ogni modo, concordò nel concedere la paria a vita a quattro nuovi pari ereditari: Toby Austin Richard William Low, I barone Aldington (Baron Low), Frederick James Erroll, I barone Erroll di Hale (Barone Erroll di Kilmun), Francis Aungier Pakenham, VII conte di Longford, I barone Pakenham (Barone Pakenham di Cowley) e Antony Armstrong-Jones, I conte di Snowdon (Barone Armstrong-Jones). Oltre a questi, vennero create delle parie a vita per i leader della Camera dei Lords: John Julian Ganzoni, II barone Belstead (Barone Ganzoni), Peter Carington, VI barone Carrington (Barone Carington di Upton), Robert Gascoyne-Cecil, visconte Cranborne (Barone Gascoyne-Cecil), George Patrick John Rushworth Jellicoe, II conte Jellicoe (Barone Jellicoe di Southampton), Malcolm Shepherd, II barone Shepherd (Barone Shepherd di Spalding) e David James George Hennessy, III barone Windlesham (Barone Hennessy).
Parie a vita vennero offerte anche a membri della famiglia reale, ma questi rifiutarono (fatto che avrebbe potuto dire che essi sarebbero stati titolati a sedere alla Camera dei Lords): il principe Filippo, duca di Edimburgo, il principe Carlo, principe del Galles, il principe Andrea, duca di York ed il principe Edoardo, conte di Wessex. I duchi di Gloucester e Kent ereditarono i loro titoli dai loro genitori, i primi duchi.

### Le prime elezioni alla Camera dei Lord
Prima dell'assenso reale, i Lords adottarono un ordine prestabilito per l'elezione dei pari su base proporzionale delle ultime votazioni alla Camera. L'ordine era il seguente:
- 2 pari laburisti
- 3 pari liberal-democratici
- 28 pari Crossbencher
- 42 pari conservatori
- 15 pari ufficiali della camera

Le elezioni si tennero il 27 e 28 ottobre 1999, mentre i pari eletti dai partiti votarono il 3 e 4 novembre ed i risultati vennero pubblicati rispettivamente il 29 ottobre e 5 novembre. I votanti vennero scelti in ordine di preferenza a seconda dei posti disponibili.

### Successive elezioni
Il completo rinnovamento della camera dei Lord è ancora oggi in corso e le votazioni si susseguono man mano che un membro viene meno per dimissioni o ragioni naturali e così un'elezione si è tenuta nel 2003, una nel 2004, quattro nel 2005, una nel 2007, 2008 e nel 2009, due nel 2010, quattro nel 2011, due nel 2013, quattro nel 2014 e sei nel 2015.

## La proposta laburista di rimuovere i restanti pari ereditari
Il governo laburista presentò poco dopo una proposta di legge per una seconda riforma della Camera dei Lord come molti si aspettavano, la quale chiedeva di rimuovere anche i 92 pari ereditari; tentativo già provato nel 1997 e nel 2009 come riportato dal The Guardian. La proposta chiamata The House of Lords: Reform venne pubblicata all'ordine del giorno della Camera il 1º gennaio 2007 da Jack Straw. Nel 2010, ad ogni modo, la discussione della clausola è stata completamente archiviata.

## La proposta conservatrice per rendere elettivi i Lord
Nell'agosto del 2012, il governo di coalizione di David Cameron e Nick Clegg ha presentato un piano di riforma della Camera dei Lord con l'intento di rendere elettivi la maggioranza dei suoi posti e di diminuirne ulteriormente il numero. Il Vice Primo Ministro e leader dei liberal-democratici Nick Clegg capeggiò queste riforme. Il governo voleva che i 4/5 dei membri della Camera dei Lords fossero proclamati tramite elezioni e che essi non potessero ripresentarsi per essere rieletti dopo 15 anni di servizio continuativo, ma dovessero lasciar trascorrere almeno una legislatura. Il numero dei pari inoltre sarebbe stato tagliato da 826 a 450. La camera avrebbe comunque mantenuto il nome di Camera dei Lords dopo che le proposte sulla riforma del nome (Senato o Camera Riformata) vennero respinte. Ogni pari avrebbe rappresentato una specifica regione del Regno Unito come in uso presso i membri del Parlamento Europeo. 1/3 dei seggi sarebbe stato rinnovato ogni 5 anni. Dei 90 membri della camera, 12 seggi sarebbero stati assegnati ai vescovi della Chiesa d'Inghilterra e non più 26 come in passato. Il governo aveva messo in agenda il passaggio della legge nella primavera del 2013 prevedendo le elezioni per il 2015, ma la situazione si bloccò nel luglio del 2012 quando 91 conservatori della Camera dei Comuni tra cui Jacob Rees-Mogg, si ribellarono contro il governo rimandando alle calende greche la votazione dell'House of Lords Reform Bill.